# Ana Gavran
Ana Gavran (Mostar, 4. lipnja 1984.) je hrvatska vaterpolistica i hrvatska reprezentativka. Po struci je ljekarnica. Igra u obrani. Visine je 180 cm. Igra desnom rukom.
Vaterpolo igra od 2002. godine. 
Sudjelovala je na EP 2010. kad su hrvatske vaterpolistice nastupile prvi put u povijesti. Te je sezone igrala za ŽVK Mladost.